# 1990 dans les chemins de fer
Chronologie des chemins de fer
1989 dans les chemins de fer - 1990 - 1991 dans les chemins de fer

## Évènements
- France : le schéma directeur ferroviaire à grande vitesse prévoit 16 nouvelles lignes, essentiellement dans l'est du pays.

### Mars
- France : l'électrification de la relation de Paris à Clermont-Ferrand, en 25 kV 50 Hz, est achevée par la mise en service des installations électriques de la ligne de Saint-Germain-des-Fossés à Darsac entre Saint-Germain-des-Fossés et Vichy, la ligne de Vichy à Riom dans sa totalité et la ligne de Saint-Germain-des-Fossés à Nîmes-Courbessac entre Riom - Châtel-Guyon et Clermont-Ferrand[1].

### Mai
- 18 mai. France : la rame SNCF n° 325 du TGV Atlantique établit le record du monde de vitesse sur rail à 515,3 km/h sur la ligne à grande vitesse Paris-Tours près de Vendôme (détails).

### Septembre
- 30 septembre. France : mise en service de la branche sud-ouest de la LGV Atlantique par la SNCF[2].